# Sabine Scholl

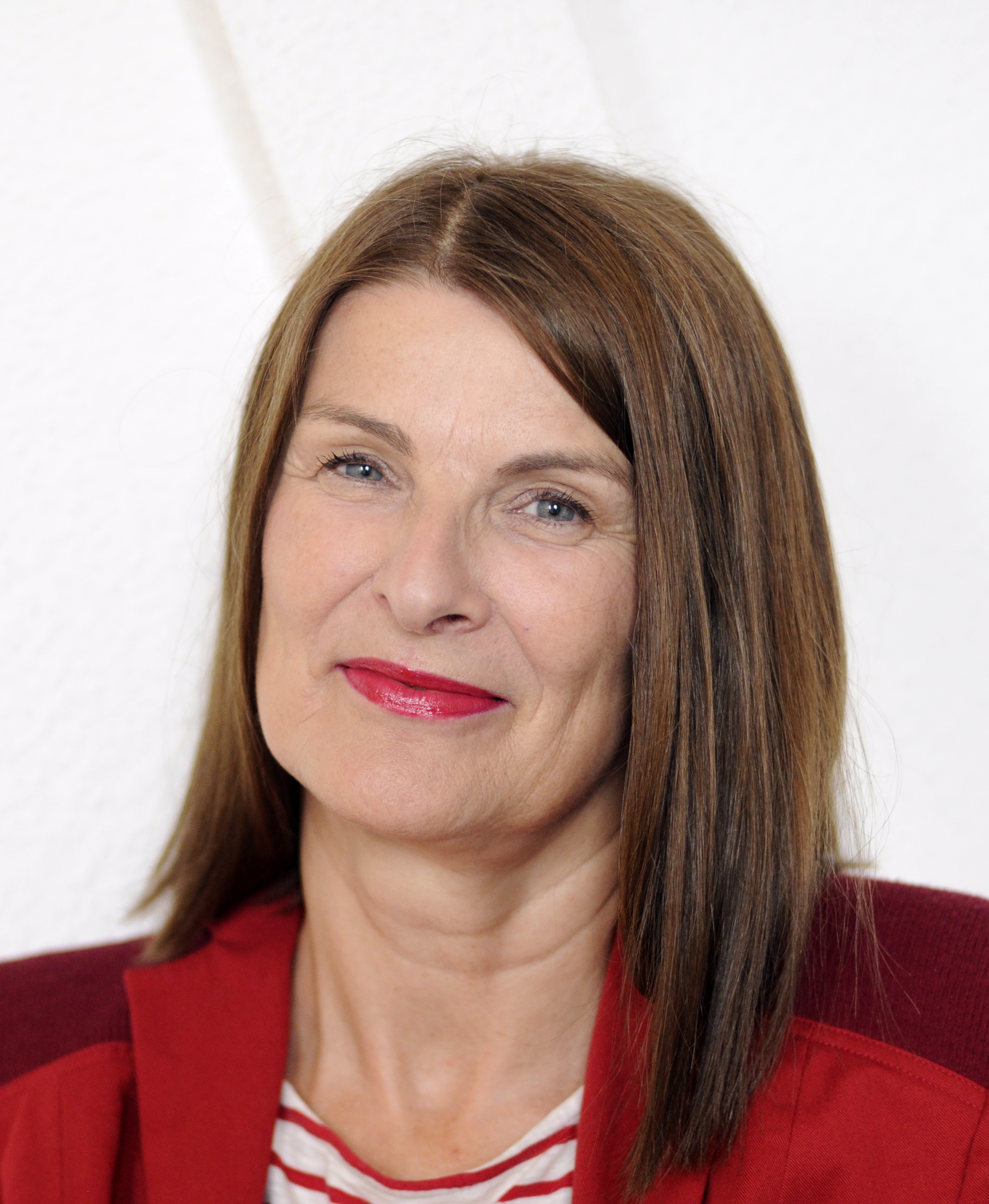
Sabine Scholl (2014)

Sabine Scholl (* 28. März 1959 in Grieskirchen, Oberösterreich) ist eine österreichische Schriftstellerin.

## Leben
Sabine Scholl studierte von 1978 bis 1987 Germanistik, Geschichte und Theaterwissenschaft an der Universität Wien. 1987 wurde sie mit einer Arbeit über Unica Zürn promoviert. Von 1988 bis 1990 war sie Lektorin an der Universität Aveiro in Portugal. Seit 1990 ist sie freie Schriftstellerin; als Autorin nahm sie am Ingeborg-Bachmann-Wettbewerb 1992 in Klagenfurt teil, 1996 als Mitglied der Jury. Sie nahm Lehraufträge an diversen Hochschulen wahr; von 1996 bis 2000 lebte sie in Chicago, von 2000 bis 2001 in New York und 2003/04 in Nagoya/Japan. Seit 2001 lehrt sie vor allem Literarisches Schreiben an diversen Universitäten, u. a. am Deutschen Literaturinstitut Leipzig und an der Universität der Künste Berlin. Von 2009 bis 2012 war sie Professorin für Sprachkunst an der Universität für Angewandte Kunst Wien. 2013 erschien ihr autobiografisch beeinflusster Roman Wir sind die Früchte des Zorns. Sie ist heute in Berlin ansässig.
Scholl verfasst Romane, Essays, Gedichte, Theaterstücke und Hörspiele. Mit der Autorin Lydia Mischkulnig verfasste sie das fünfbändige Werk Böhmische Bibel. Der Komponist Renald Deppe vertonte ein Libretto von ihr. Mit der mexikanisch-österreichischen Komponistin Angélica Castelló arbeitet sie an mehreren Projekten, u. a. Böhmische Symphonie.
Scholl war von 2015 bis 2017 Jurymitglied zum Internationalen Literaturpreis des Hauses der Kulturen der Welt.
Scholl ist Mitglied der Grazer Autorenversammlung und gehörte bis zu ihrem Austritt dem PEN-Zentrum Deutschland an. Sie ist Mitgründerin des PEN Berlin. Scholl hat zwei Kinder.

## Auszeichnungen
- 1992: Rauriser Literaturpreis
- 1992: Theodor-Körner-Preis
- 1995: Österreichischer Förderpreis für Literatur
- 2006: Elias-Canetti-Stipendium der Stadt Wien
- 2018: Anton-Wildgans-Preis[4]
- 2019: Kulturpreis des Landes Oberösterreich für Literatur[5]
- 2022: Preis der Stadt Wien für Literatur

## Werke (Auswahl)
- Fehler, Fallen, Kunst. Zur Wahrnehmung und Re/Produktion bei Unica Zürn (= Athenäums Monografien Literaturwissenschaft. Band 97). Hain, Frankfurt am Main 1990, ISBN 3-445-08947-7.
- Tödliche Tulpen. Roman. Deuticke, Wien 2011, ISBN 978-3-552-06159-0.
- Nicht ganz dicht. Zu örtlichen Verschiebungen und Post-Literaturen. Sonderzahl, Wien 2015, ISBN 978-3-85449-431-7.
- Erfundene Heimaten. Essays. Sonderzahl, Wien 2019, ISBN 978-3-85449-527-7.
- Die im Schatten, die im Licht. Roman. Weissbooks, Berlin 2022, ISBN 978-3-86337-193-7 (derstandard.at – Rezension).
- Transit Lissabon. Roman. Weissbooks, Berlin 2024, ISBN 978-3-86337-215-6.